# Michał Piekarski (grafik)
Michał Piekarski (ur. 3 sierpnia 1953) – polski grafik, plakacista, typograf, projektant znaczków pocztowych, kopert FDC oraz nauczyciel akademicki.

## Życiorys
Studiował na Wydziale Grafiki w Akademii Sztuk Pięknych w Warszawie. W 1979 uzyskał dyplom w pracowni prof. Macieja Urbańca. Doktoryzował się w 2019 na macierzystym wydziale ASP.
Po studiach pracował na różnych posadach. Nie zarzucając własnej twórczości, w latach 1989–2014 pełnił funkcje dyrektora artystycznego lub kreatywnego w wielu polskich i zagranicznych czasopismach oraz wydawnictwach takich jak „Murator”, „Twój Styl”, „Pani”, „Uroda”, „Glamour”, „Gala”, „Claudia”, „Fokus”, „Moje Mieszkanie”, „Rodzice”, „National Geographic”, „Elle”, „Burda”, Burda Communications, BoSz, Rosikon Press, Muza, Arkady i Poczta Polska. W latach 1985–1989 pracował jako grafik w telewizji holenderskiej NOS. Jest wykładowcą w Wyższej Szkole Informatyki Stosowanej i Zarządzania (WIT) w Warszawie. Prowadzi tam pracownię „Projektowanie publikacji”. Ponadto zawiaduje w Warszawie firmą Piekarski Design.

## Wybrana twórczość

### Plakaty
- Zuchwały napad, 1983
- Słońce w kieszeni, 1986
- Zaginiona księżniczka, 1987
- Assa, 1988
- Więcej myślisz, 2000
- Tu rodzi się zdrowie • 75 lat Polfarmy (plakat na konkurs), 2010
- 40 lat Centrum Rzeźby Polskiej w Orońsku, 2021

### Znaczki pocztowe
- Stare miasta nad Wisłą (seria) oraz koperty FDC, 1982
- 40 rocznica powstania w getcie warszawskim oraz koperta FDC, 1982
- 40. rocznica Marynarki Wojennej PRL oraz koperta FDC, 1985
- Polskie budownictwo drewniane (seria) oraz koperty FDC, 1986
- 70. rocznica odzyskania niepodległości Polski (seria) oraz koperty FDC, 1988
- Statki pożarnicze (seria) oraz koperty FDC, 1988
- Sławni polscy śpiewacy (seria) oraz koperty FDC, 1990
- Ofiarom Czerwca 1956 • Poznań oraz koperta FDC, 1990
- Laureat Pokojowej Nagrody Nobla • Lech Wałęsa oraz koperta FDC, 1990
- Brat Albert – Adam Chmielowski oraz koperta FDC, 1991
- Arcydzieła malarstwa z kolekcji im. Jana Pawła II (seria) oraz koperty FDC, 1992
- 125 lat Banku Handlowego w Warszawie oraz koperta FDC, 1995
- Polskie jachty pełnomorskie (seria) oraz koperty FDC, 1996

### Wybrane wystawy indywidualne
- Grafika komputerowa, Gorzów Wielkopolski 1991
- Wystawa serigrafii „Wiersze aranżowane”, Centrum Rzeźby Polskiej, Orońsko, 2021
- „21 książek”, Akademia Technologiczna (RTA), Rēzekne, Łotwa, 2021
- „Cykliczna przyjemność”, Galeria Casa Matei, Kluż-Napoka, Rumunia, 2021
- „Z głową podniesioną”, Centrum Sztuki Współczesnej Solvay, Kraków, 2022
- „Wolna poezja”, Galeria Retroavangarda, Warszawa, 2023

## Nagrody i wyróżnienia
- Nagroda główna za plakat pt. Energia, Biennale Plakatu, Lahti, 1979
- Wyróżnienie w konkursie na plakat Solidarność, 1981
- Nagroda za opracowanie graficzne książki w Konkursie Polskiego Towarzystwa Wydawców Książek (PTWK) „Najpiękniejsza Książka Roku”[2]
  - Fizjologia roślin, wyd. PWRiL, 1985
  - Polskie Madonny, wyd. Rosikon Press, 1991
  - Muzeum ulicy • Plakat polski w kolekcji Muzeum Plakatu w Wilanowie, wyd. Krupski i S-ka, 1995
  - Polacy w sztuce świata, wyd. Rosikon Press, 2000
- Złoty medal i tytuł „Najpiękniejszej Książki Świata 1997” na wystawie IBA za album Muzeum ulicy • Plakat polski w kolekcji Muzeum Plakatu w Wilanowie, Lipsk, 1997[2]
- Najpiękniejsza Książka Międzynarodowych Targów Książki – Polacy w sztuce świata, Warszawa 2001